# Déu del Sol
El déu (o deessa) del sol és la personificació del sol, que té la forma de la divinitat en moltes mitologies. Acaba sent un dels déus més importants del panteó, en consonància amb la importància de l'astre per a la vida humana, i molts estudiosos veuen en el seu culte l'inici del pas cap al monoteisme, on un sol déu és creador i llum per a l'home. Fins i tot Joshua va heretar alguns dels atributs dels déus solars.
La majoria de déus solars són masculins, en oposició a les deesses de la lluna, però això correspon a la llengua: quan la paraula per a designar el sol és femenina, s'associa amb una deessa, com passa en la mitologia germànica tradicional. El culte al sol és posterior al culte al foc però comparteix amb aquest molts rituals.
Quan els mites afirmen que d'aquesta mena de déus descendeix la humanitat o una part d'aquesta (un poble o una casta), aquests descendents són Fills del Sol, un arquetip que es troba en moltes cultures.

## Els primers cultes al sol
Les primeres explicacions mitològiques, a les acaballes del Neolític, creien que el sol sortia i es ponia muntat en una barca. Aquesta imatge va ser heretada pels egipcis. Una variant, pròpia de cultures allunyades del mar, és el carro indoeuropeu: el déu portava el sol en un carro que recorria el cel. Es troba aquest carro en la mitologia grecollatina, la germànica amb les seves variants i fins i tot en les cultures semítiques i vèdiques.

## Mitologia egípcia i mesopotàmica
La mitologia egípcia va anar atorgant un poder creixent al déu del Sol, Ra. Fins i tot altres déus acaben fusionant-se amb ell, com Amon. El seu hereu, Aton, va ser el primer intent d'introduir el monoteisme, que va fracassar per la concepció tradicional pluralista del poble.
Horus, un dels grans déus, manava al cel i per això també va acabar adoptant el sol com a símbol. Igualment es deia que era un avatar d'Osiris.
Xamaix i Utu són els noms en accadi i sumeri del déu suprem del sol, molt similar a l'egipci en els seus atributs. La seva versió babilònica era Aja.

## Mitologia grecollatina
Entre els grecs al principi les funcions solars estaven dividides entre Hèlios i Apol·lo, però aquest va anar guanyant en importància fins a substituir-lo completament. Els romans també el veneraven i el consideraven un dels déus majors, només per sota del Júpiter suprem.
Hiperió, el tità, sembla el responsable de l'existència del sol, però no se'l venerava, només era un pare primigeni. Igualment passava amb Eos, la responsable de l'aurora, una deessa que precedia l'arribada del carro alat però que no tenia un culte estès.

## Mitologies americanes
Els inques es consideraven descendents directes del sol i el disc és un dels símbols predominants en la seva cultura. Inti era el nom tradicional del déu sol.
Entre els maies, diverses deïtats compartien l'honor de servir al sol, essent Kint la principal. Aquesta paraula va passar a ser un atribut d'altres déus i herois, com en el cas del Ra egipci.
Huitzilopochtli era el déu de la guerra i del sol entre els asteques i fundador de les seves principals ciutats.

## Altres mitologies
Entre les mitologies africanes sol existir una divinitat del sol, com Mawu-Lisa o Wele.
Surya és el déu del sol hindú i protagonista de molts himnes. Té al seu voltant dotze déus menors, igual que el nombre de mesos de l'any solar, els adityas. Molts herois de l'epopeia tradicional es consideren fills del Sol.
El déu del sol celta era Belenus, amb un festival en el seu honor el primer dia de maig. La mitologia bàltica té en Saulé un exemple de déu solar.
Al xintoisme Amaterasu és una deessa solar molt important de la qual la mitologia japonesa afirma que descendeixen la monarquia japonesa de Yamato.